# سائوبر سی۱۳
سائوبر سی۱۳ (انگلیسی: Sauber C13) یک ماشین فرمول یک بود که برای شرکت در فصل ۱۹۹۴ فرمول یک توسط تیم سائوبر طراحی شد. این خودرو از موتور ۳٫۵ لیتری وی۱۰ با نشان مرسدس-بنز استفاده می‌کرد. توسعه این خودرو نشان دهنده بازگشت مرسدس بنز به فرمول یک بود. سائوبر سی۱۳ برای فصل ۱۹۹۵ با سائوبر سی۱۴ جایگزین شد.